# Grupo Way
Grupo Way (o grupo Way-Coloso) es una agrupación de formaciones geológicas de la edad del Cretácico inferior ubicado en el norte de Chile. Los sedimentos del grupo se encuentran depositados en la cuenca sedimentaria de Coloso, una pequeña cuenca intra-arco compuesta por medio graben. La cuenca Coloso, actualmente inactiva, se extiende a lo largo de un eje en orientación NNW-SSE y tiene su borde sudoccidental formado por fallas.
El grupo Way consta de la siguiente disposición de arriba abajo: la formación Tabledo compuesta principalmente de piedra caliza, la formación Lombriz de conglomerado, grava y arenisca y la formación Caleta Coloso, dominado por conglomerado y brechas.

## Emplazamiento y formaciones
El grupo Way se ubica a unos 10 km al sur de la ciudad de Antofagasta, en la cordillera de la Costa. Se pone en contacto por falla con la formación La Negra por el norte y con el batolito Coloso por el sur-sureste, siendo estos sus límites. Consta de tres formaciones consecutivas:

### Formación Tabledo
La formación Tabledo es el miembro superior del Grupo Way. Se compone de piedra caliza y pizarra depositada en las condiciones marinas poco profundas de la plataforma continental. Las calizas contienen fósiles. Descansa concordantemente sobre la formación Lombriz.

### Formación Lombriz
Clastos de lava epidotizada son comunes en los conglomerados de la formación Lombriz. Los clastos de la formación Lombriz están formados por andesita y diorita. El clima en el momento de la deposición de la formación Lombriz fue árido, como lo demuestran las evaporitas que forman parte de la formación.

### Formación Coloso
La formación Coloso es la formación más baja del Grupo Way. Las brechas y conglomerados de la formación Coloso son depósitos de antiguos abanicos aluviales. En particular, la formación Coloso representa las partes del abanico aluvial más cercanas al vértice. El denominado Conglomerado Minas es un grupo de capas de conglomerados en la formación Coloso superior que contiene un conglomerado rico en clastos con mineralización de cobre. La formación Coloso inferior contiene la mayoría de los clastos de andesita, mientras que la formación Coloso superior contiene más diorita. Posiblemente, esta diferencia indica una secuencia de erosión a partir de rocas volcánicas más superficiales y luego rocas plutónicas. La diagénesis ha formado analcima, calcita y hematita en la matriz de la formación Coloso inferior.